# Garrett Davis
Garrett Davis (Mt. Sterling, 1801. szeptember 10. – Paris, 1872. szeptember 22.) az Amerikai Egyesült Államok szenátora (Kentucky, 1861–1872).